# SN 2006jt
SN 2006jt – supernowa typu Ia odkryta 2 października 2006 roku w galaktyce A215848+0011. W momencie odkrycia miała maksymalną jasność 21,90m.